# 彭加木
彭加木（1925年5月19日—1980年6月17日失蹤），原名彭家睦，广东番禺人。中国著名生物化学家。

## 生平
1947年毕业于國立中央大學农学院农业化学系，当年在北京大学农学院任助教。1949年任中国科学院生理生化研究所助理员、助理研究员。1961年任中国科学院上海生物化学研究所副研究员、研究员。1979年兼任中国科学院新疆分院院长。主要从事植物病毒研究及防治工作。
20世纪50年代开始，彭加木参加科学院综合考察委员会的工作。后来他放棄去莫斯科學習的機會，請求赴新疆考察。在請願書中，他把自己的名字“家睦”改為“加木”。他說自己要跳出小家庭，到邊疆去，為邊疆“添草加木”。在此后20多年中，彭加木先后15次到新疆科考，3次進入新疆南部的羅布泊。1964年和1979年，彭加木兩次到羅布泊外圍做科學考察，發現了大量鉀鹽、稀有金屬和重水等資源。，后筹建中国科学院新疆分院，为新疆的研究起到推动作用。

### 失踪
1980年5月，彭加木率队考察罗布泊，首次成功自北向南纵穿罗布泊干涸湖底。考察队缺水、缺油。6月17日，彭加木不顾个人安危，独自去寻找水源，並留下字條：
我往東去找水井。彭。6月17日10時30分。
后其不幸迷途，可能葬身罗布泊。实践了他早年的誓言：「我准备用自己的骨头，让新疆的土壤多添一点有机质。」往后，一直未找到彭加木的踪迹。对他的失踪，全国曾风传过各种说法和猜测。多年来，官方和民间曾多次发起寻找，均一无所获。

### 踪迹尋找
2005年冬，中国科学院寒区旱区环境与工程研究所的董治宝研究员在罗布泊进行野外考察时，在彭加木失踪地点附近发现一具干尸，可能是彭加木的遗体。一支科学探险队2006年4月13日在距罗布泊东缘最近的城市甘肃敦煌集结，出发前往罗布泊试图确认。后发现并不属于彭加木。
2007年6月2日，探险爱好者在位于哈密大南湖戈壁与罗布泊相接部位的雅丹地貌群拍照时，发现一具干尸。由于尸身多处特征与彭加木相符，他们怀疑这就是彭加木的遗体。由于彭加木父母早已去世，DNA采样测试只能选择兄弟姐妹或者子女。2007年7月9日，一直关注此事的彭加木生前好友、中国科学院新疆分院的专家阎鸿建查看了从罗布泊带回的6件干尸遗物取样，“我发现没有一件物品是属于彭加木的，我可以肯定的说这不是彭加木的遗体。”

## 紀念
廣州市白云区松洲街道槎龙村建有彭加木公園以紀念他的貢獻，公園由槎龙村和熱心人士出資建設，佔地約4萬平方米，於2002年12月18日向公眾開放，是白雲區青少年愛國主義教育基地。園內除了有彭加木的紀念館和銅像外，還建有來自該村的林成佑、張悅楷等人的紀念館。
1981年10月13日中共新疆自治区党委、自治区人民政府作出《关于开展向革命烈士彭加木同志学习活动的决定》。1982年，彭加木被上海市人民政府追认为革命烈士。2009年入选“100位新中国成立以来感动中国人物”。